# Cheffreville-Tonnencourt
Cheffreville-Tonnencourt is een voormalige gemeente in het Franse departement Calvados in de regio Normandië. Het telt 172 inwoners (1999) en maakt deel uit van het arrondissement Lisieux.

## Geschiedenis
De gemeente werd gevormd op 18 juli 1882 door het samenvoegen van Cheffreville en Tonnencourt. Op 1 januari 2016 werd de gemeente opgeheven en opgenomen in de op die dag gevormde commune nouvelle Livarot-Pays-d'Auge.

## Geografie
De oppervlakte van Cheffreville-Tonnencourt bedraagt 7,8 km², de bevolkingsdichtheid is 22,1 inwoners per km².
De onderstaande kaart toont de ligging van Cheffreville-Tonnencourt met de belangrijkste infrastructuur en aangrenzende gemeenten.

## Demografie
Onderstaande figuur toont het verloop van het inwonertal (bron: INSEE-tellingen).
Vanwege een beveiligingsprobleem met de MediaWiki Graph-software is het momenteel niet mogelijk deze grafiek weer te geven. Zodra de software is bijgewerkt zal de grafiek vanzelf weer zichtbaar worden.